# معرض عالمي

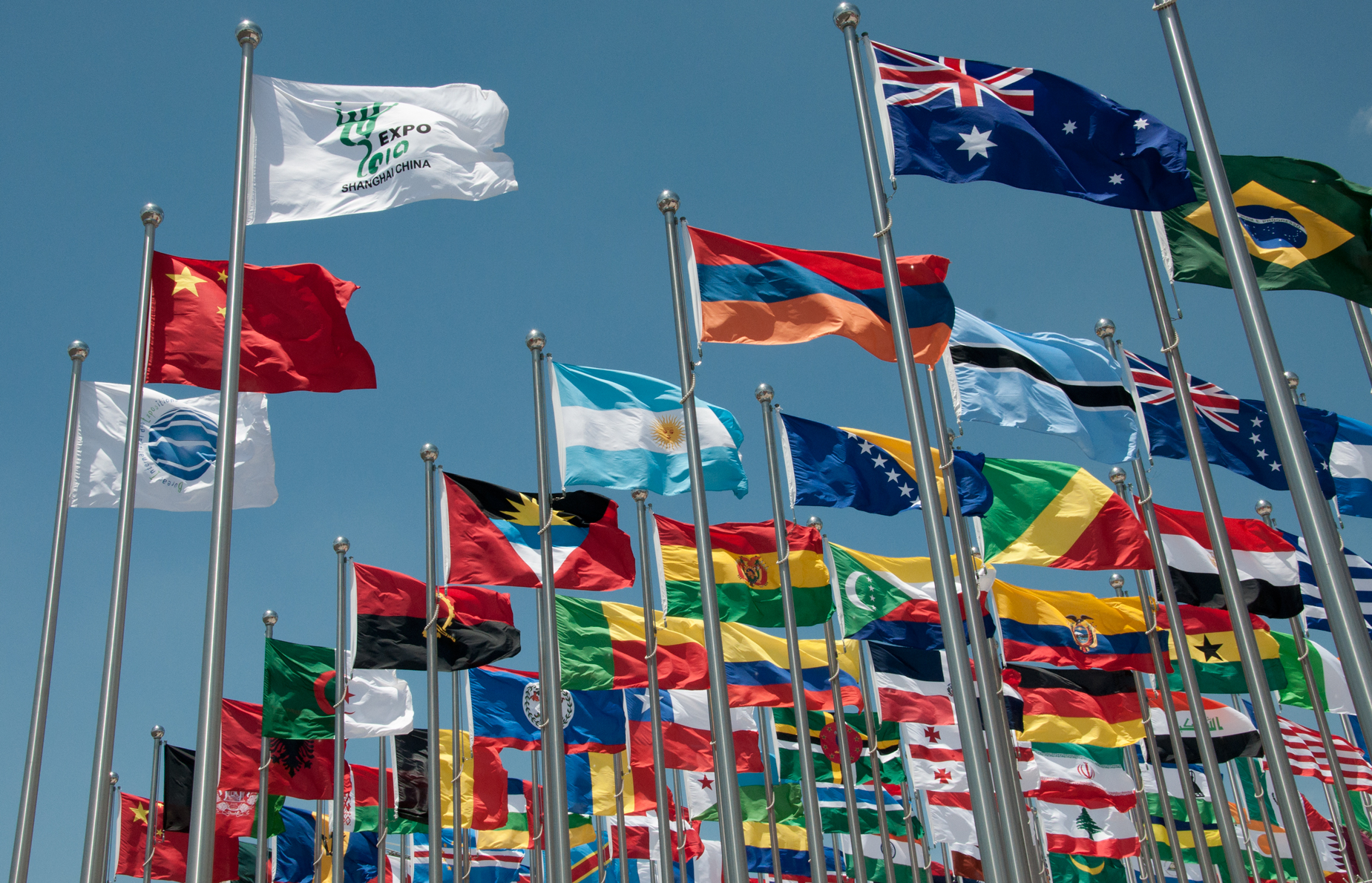
الأعلام الثلاثة الأولى هي المكتب الدولي للمعارض والصين والمعرض الدولي، إلى جانب أعلام الدول المشاركة في إكسبو 2010 في شانغهاي في الصين.

شعار إكسبو 2015 في مدينة ميلانو الإيطالية.

المعرض الدولي أو العالمي هو معرض ضخم عام يتم تنظيمه كل خمس سنوات في إحدى مدن العالم منذ القرن التاسع عشر. يذكر أنه يجب التمييز بين المعارض التي كانت تنظم قبل إنشاء المكتب الدولي للمعارض في سنة 1928، والأخرى التي أشرف عليها هذا المكتب والتي بدأت في 1931.

المكتب الدولي للمعارض هو الهيئة أو المنظمة المشرفة على هذه المعارض الدولية، وتعطي مفهوما لهذه المعارض بأنها وجدت «لهدف تعليم الجمهور، وبذل مجهود بالموارد المتاحة للإنسان لتلبية حاجيات الحضارة أو حاجيات فروع النشاط البشري للتقدم وللوصول لأفاق المستقبلية». تعتبر هذه المعارض دولية لأن الكثير من الدول تشارك فيها.

المشاركين في هذه المعارض هم أساسا الدول والحكومات، ثم الجمعيات والشركات والمؤسسات والهيئات.

## التاريخ
تم إنشاء المعارض الدولية لتقديم الاختراعات الصناعية لمختلف الدول. وهي تقدّم الواجهة التكنولوجية والصناعية للبلدان المشاركة، التي تعكس التقدم الذي تحققه الثورة الصناعية. أول معرض دولي أقيم في لندن سنة 1851.

في البداية، كل بلد مشارك تخصص له مساحة خاصة به في الجناح المركزي للمعرض. ومنذ 1867، بدأت الدول المشاركة في إنشاء أجنحتها بنفسها وبأشكال مختلفة. ولكن في العادة لا يتخذ هذا الإجراء إلا عندما تعرض الدولة المشاركة شيئاً لا يتسع له مكانها المخصص في جناح العرض المركزي. ولم يكن مسموحاً لكل الدول أن تنشئ مركز عرضها بشكل معماري يتوافق وخاصيات الدولة.

كانت تمنح عدة ميداليات لأحسن دولة قامت بعرض لها وأضافت شيئا في أحد المجالات.

### الإطار التنظيمي: اتفاقية 1928 و المكتب الدولي للمعارض
كانت المعارض الدولية منذ بدايتها تتقيد بالقوانين والشروط التي تضعها الدول المنظمة للمعرض.
وفي 22 نوفمبر 1928، وقعت الدول الإحدى والثلاثين المجتمعة في باريس أول اتفاقية تنظم وتهتم بالمعارض الدولية وكانت اتفاقية باريس سنة 1928.

دخلت هذه الاتفاقية حيز التنفيذ في 17 يناير 1931 وتم تعديلها عدة مرات منذ ذلك الوقت، ولكنها لا تزال الإطار التنظيمي الحالي لجميع المعارض الدولية.

المكتب الدولي للمعارض الذي أسس مع هذه الاتفاقية، يسهر على تنظيم وتنفيذ وتطبيق الاتفاقية وحسن إدارة المعارض الدولية.

## التفكير المستقبلي
إقامة هذه المعارض عادة ما تكون مناسبة لوضع عدة مشاريع مفيدة للمكان الذي سيقام فيه المعرض ؛ مثلاً إنشاء مترو باريس سنة 1900 (إكسبو 1900) ومترو مونتريال سنة 1967 (إكسبو 1967)، وتوسيع مترو لشبونة سنة 1998 (إكسبو 1998) وغيرها من المشاريع.

عدة إنجازات معمارية تم إنشاؤها بمناسبة هذه المعارض وأصبحت فيما بعد رموزاً لبلدانهم مثل: برج إيفل في باريس، والأتوميوم في بروكسل، وسبيس نيدل في سياتل، والبيوسفار في مونتريال وغيرها من الإنجازات.

## فئات المعارض الدولية
لمدة طويلة، يميز المكتب الدولي للمعارض بين الذين ينتمون للفئة الأولى والذين ينتمون للفئة الثانية.
تعديل الاتفاقية التي كتبت في 1988 ودخلت حيز التنفيذ في 1996، تنظم التصنيف الحالي. اليوم، يصنف المكتب الدولي للمعارض فئتين من المعارض: «معارض دولية» و«معارض دولية/مختصة». علاوة على ذلك يعترف المكتب بصنفين أخرين وهما «المعارض البستانية» و«ثلاثية ميلانو».

### معارض دولية
من حيث التنظيم، تسمى المعارض الدولية بالمعارض الدولية المسجلة. حيث لديهم سمة وطابع عالمي، ذو مصلحة واهتمام وأهمية دولية للبشرية جمعاء. منذ 1995، يتم تنظيم هذه المعارض في الغالب كل خمس سنوات، والمدة القصوى للمعرض هي ستة أشهر. الأجنحة عادةً ما يتم إنشاؤها عبر المشتركين أنفسهم سواء أكانوا دول وحكومات أو جهات أخرى.

### معارض دولية/مختصة
من حيث التنظيم، المعارض الدولية/المختصة تسمى معارض دولية معترف بها. تكون عادة ذات طابع خاص ومحدد خلاف المعارض الدولية. يتم تنظيمها في أي وقت بين معرضين عالميين، لمدة عرض لا تتجاوز ثلاثة أشهر. الأجنحة تنشأ من قبل المنظمين وتوضع على ذمة المشتركين الذين يستطيعون تغييرها خارجيا وداخليا إذا ما أرادوا ذلك.

### معارض دولية أخرى
منذ 1960، يعترف المكتب الدولي للمعارض بالمعارض الدولية البستانية التي تنظمها الرابطة الدولية لمنتجي البساتين.

المكتب يعترف أيضا بمعرض الفنون الزخرفية والعمارة الحديثة لثلاثية ميلانو «بسبب الأسبقية التاريخية، شريطة أن يحتفظ بمعالمه الأصلية».

## قائمة المعارض الدولية

### الدولية[4]
| السنة | المدينة       | الدولة                         | الموضوع |
| ----- | ------------- | ------------------------------ | --- |
| 1851  | لندن          | المملكة المتحدة                | المعرض العظيم: صناعة جميع الدول ، أقيم أول إكسبو دولي في قصر الكريستال وذلك لاستعراض ابتكارات الثورة الصناعية . |
| 1853  | نيويورك       | الولايات المتحدة               | صناعة جميع الدول. |
| 1855  | باريس         | الإمبراطورية الفرنسية          | المعرض العالمي لمنتجات الزراعة والصناعة، والفنون الجميلة بباريس . |
| 1860  | بيزانسون      | الإمبراطورية الفرنسية          | صناعة الساعات والفنون الجميلة. |
| 1861  | ميتز          | الإمبراطورية الفرنسية          | الزراعة والصناعة والفنون الجميلة. |
| 1862  | لندن          | المملكة المتحدة                | معرض لندن العالمي للصناعة والفنون، كان من بين الابتكارات التي عرضت المحرك التحليلي الذي ابتكره تشارلز باباغ – وهو أحد أوائل أنواع الحاسوب الميكانيكي. وقد أعيد تطوير الموقع، بعد ختام فعاليات المعرض، فصار يضم متحفاً للعلوم والتاريخ الطبيعي، ومتحفي فكتوريا وألبرت، ليستمر الإرث الفكري لإكسبو.                                                              |
| 1867  | باريس         | الإمبراطورية الفرنسية          | المعرض الدولي 1867، كان هذا هو أول إكسبو دولي يشهد وجود الأجنحة الوطنية؛ حيث وفر مساحات تمكن الدول من عرض ثقافاتها وتاريخها والابتكارات التي حققتها. |
| 1872  | ليون          | الإمبراطورية الفرنسية          | الزراعة والصناعة والعلوم والفنون الجميلة والتجارة. |
| 1873  | فيينا         | الإمبراطورية النمساوية المجرية | الثقافة والتعليم وعرضت اليابان مجموعة من المنتجات الفنية التي كانت مصدر إلهام للتأثير الياباني Japonism في الثقافة السائدة في أواخر القرن التاسع عشر. |
| 1876  | فيلادلفيا     | الولايات المتحدة               | المعرض المئوي شمل الصناعة والفنون الجميلة والمنتجات الأرضية والمنجمية، عرض خلاله `ألكسندر غراهام بيل` أول هاتف في العالم؛ وظهرت للنور أيضاً لأول مرة بعض الأطعمة منها الفشار وصلصة الطماطم المعروفة `الكاتشب`. |
| 1878  | باريس         | فرنسا                          | المعرض العالمي 1878 شمل الزراعة والصناعة والفنون الجميلة، حملت السفينة الهوائية التي تحركها قوة البخار، والتي اخترعها هنري جيفارد، الزوار لارتفاع وصل إلى 600 متر فوق باريس. |
| 1879  | سيدني         | أستراليا                       | ? |
| 1880  | ملبورن        | أستراليا                       | معرض ملبورن العالمي شمل الفنون والتصنيع والمنتجات الصناعية والزراعية من كل الدول، وفر إكسبو لمدينة ملبورن فرصة جيدة مكنتها من تطوير بنيتها التحتية وصناعاتها، وقد مكن المدينة أيضاً من تأسيس أضواء كهربائية، وهواتف، ومصاعد، ووسيلة النقل الكهربائية، الترام.                                                                                                  |
| 1885  | أنتويرب       | بلجيكا                         | ? |
| 1888  | برشلونة       | مملكة إسبانيا                  | المعرض العالمي ببرشلونة شمل الهندسة، والفنون: الحداثة الكاتالونية (أنطوني غاودي)، تحضير منتزه سيوتاديلا (إعادة تحديثه تعصيره) من قوس النصر إلى محطة فرنسا للقطارات. بني نصب كولومبوس التذكاري (نصب كولوم) بارتفاع 60 متراً، تكريماً للمستكشف كريستوفر كولومبوس، وذلك في الموقع الذي شهد عودة المستكشف الكبير إلى أوروبا من أول رحلاته إلى الأمريكتين.           |
| 1889  | باريس         | فرنسا                          | المعرض العالمي لعام 1889 : الثورة الفرنسية وتقدم التطورات العلمية والتكنولوجية في فرنسا منذ العام 1789. كان برج إيفل شامخاً ليكون الرمز الرئيسي لهذا المعرض. ولم يذع صيته على الفور حينذاك، وهو ما دفع بعض الحملات إلى المطالبة بتفكيكه بعد ختام فعاليات المعرض.                                                                                               |
| 1891  | براغ          | الإمبراطورية النمساوية المجرية | ? |
| 1893  | شيكاغو        | الولايات المتحدة               | المعرض العالمي: المعرض الكولومبي : الإحتفال بالذكرى 400 لاكتشاف أمريكا (مع سنة تأخير). أُسست أكبر عجلة دوارة في العالم (عجلة فيريس) وقد أدهشت الزوار. |
| 1894  | أنتويرب       | بلجيكا                         | ? |
| 1894  | ليون          | فرنسا                          | ? |
| 1897  | بروكسل        | بلجيكا                         | المعرض العالمي ببروكسل غطى الحياة الحديثة ، استعدت المدينة لاستضافة 6 ملايين زائر أثناء إكسبو الدولي، فشهدت بنيتها التحتية بما فيها الطرق والسكك الحديدية توسعات كبيرة. ولا يزال معبد هيومان باشونس Temple of Human Passions شامخاً في بارك دو سانكونتينير. |
| 1900  | باريس         | فرنسا                          | معرض باريس 1900 : خلاصة القرن، افتتح أول خط للمترو بين `بورت دي فينسون` و`بورت مايلو` أثناء إكسبو. |
| 1904  | سانت لويس     | الولايات المتحدة               | معرض شراء لويزيانا : الإحتفال بمئوية شراء لويزيانا، عرضت الإنجازات العلمية الثلاثة التي ظهرت في العام 1904 – السيارات، والتقنيات اللاسلكية، وفن الطيران – في قصور بيضاء عُرفت باسم `مدينة العاج`. |
| 1905  | لييج          | بلجيكا                         | المعرض العالمي والدولي لمدينة لييج :الإحتفال بالذكرى 75 للإستقلال البلجيكي، برز في هذا المعرض مكبر البصمات الذي عرضته شرطة باريس؛ وكذلك آلة العرض السينمائية الصوتية التي ابتكرها (جومون) التي كانت من أوائل الأجهزة التي دمجت الفيلم مع الصوت. |
| 1906  | ميلانو        | مملكة إيطاليا                  | المعرض العالمي للنقل : النقل، الإحتفال بإنتهاء حفر نفق سيمبلون ، أسست المفوضية الدولية للصحة المهنية في ميلان انترناشيونال، ولا تزال قائمة ونشطة. وقد بُني ميلانو أكواريوم لإكسبو أيضاً ولا يزال قائماً حتى اليوم. |
| 1910  | بروكسل        | بلجيكا                         | المعرض العالمي والدولي : بُني فندق أستوريا لهذا المعرض، وهو الآن نصب أثري محفوظ. |
| 1911  | روبيه         | فرنسا                          | النسيج. |
| 1911  | تورينو        | إيطاليا                        | الصناعة والعمل. |
| 1913  | غنت           | بلجيكا                         | المعرض الدولي في غنت 1913: كان أعلى منزلق مائي في العالم من ضمن المرافق الترفيهية لإكسبو، وهو منزلق حديدي يبلغ طوله 5 كم يوجد بالموقع؛ ويوجد أيضاً عجلة ترفيهية. |
| 1914  | ليون          | فرنسا                          | ? |
| 1915  | سان فرانسيسكو | الولايات المتحدة               | المعرض العالمي لبنما والمحيط الهادي : إفتتاح قناة بنما والإحتفال بإنشاء سان فرانسيسكو، ظهر في قلب هذا المعرض برج الجواهر (Tower of Jewels) الذي كان ارتفاعه 435 قدما وغطته أكثر من 100,000 قطعة من الجواهر. |
| 1929  | برشلونة       | مملكة إسبانيا                  | المعرض العام لإسبانيا: المعرض العالمي ببرشلونة: معرض للصناعات الكهربائية، هندسة ناوسانتيسمي التي جائت في رد فعل ضد الحداثة الكاتالونية، تعصير (تحديث وتوسيع) ساحة إسبانيا وإنشاء القرية الإسبانية على تلة مونتجويك. أعيد بناء محطة السكك الحديدية `فرنسا` في برشلونة استعداداً لإكسبو، ورصفت الطرق وأضيئت بأضواء حديثة، وبدأ تشغيل أول خطوط المترو في المدينة. |
| 1933  | شيكاغو        | الولايات المتحدة               | قرن من التقدم: الاستقلال بين الصناعة والبحث العلمي ، كانت (سكاي رايد) من ضمن عوامل الجذب، وهي نظام عربات معلقة يبلغ ارتفاعها 191 متراً (628 قدماً) أتاحت للسياح مشاهدة جوانب الموقع. وقد أنيرت بعروض ضوئية أثناء الليل. |
| 1935  | بروكسل        | بلجيكا                         | المعرض العالمي والدولي ببروكسل: النقل-الاستعمار، عرضت شركة لانكوم أولى منتجاتها من العطور؛ وأنتجت مُصنعة الشيكولاتة، كوت دور، عينات شيكولاتة. |
| 1937  | باريس         | فرنسا                          | المعرض العالمي للفنون والأساليب التطبيقية في الحياة الحديثة: لا تزال العديد من الأبنية التي أسست في عام 1937 قائمة في باريس حتى يومنا هذا؛ ومنها قصر شايو، المقر الذي تبنت فيه الجمعية العمومية للأمم المتحدة الإعلان العالمي لحقوق الإنسان في 10 ديسمبر 1984.                                                                                                |
| 1958  | بروكسل        | بلجيكا                         | إكسبو 58 :ملخص العالم من أجل عالم أكثر إنسانية، عرض مستوى مرتفع من التقنيات الحديثة، مثل فاكس صاروخ الفضاء السوفيتي سبوتنيك، ونموذج محطة الطاقة النووية وكذلك أدوات وعناصر أنتجت من مواد صناعية، وآلات أوتوماتيكية، ومحركات جديدة والحاسوب. |
| 1964  | نيويورك       | الولايات المتحدة               | السلام من خلال التفاهم. |
| 1967  | مونتريال      | كندا                           | إكسبو 67 :أرض الإنسان-الذكرى المئوية لإتحاد كندا، كان المجمع السكني الذي يدعى المحمية 67 (Habitat 67) من أبرز معالم هذا المعرض؛ وقد تألف من 158 مبنى سكنيا من الخرسانة المسلحة جمع بين منازل فردية وتطويرات حضرية. |
| 1970  | أوساكا        | اليابان                        | إكسبو 70 : تقدم البشرية في الوئام، كان من بين أبرز المعروضات مجهر الإلكترون، بقدرة تكبير وصلت إلى 500000 ضعف، وكذلك قطار بحصيرة مغناطيسية قادر على قطع مسافة تصل إلى 500 كم في الساعة؛ وظهرت كذلك عينات صخرة قمرية. |
| 1992  | إشبيلية       | إسبانيا                        | المعرض العالمي بأشبيلية 1992 : عصر الاستكشاف، إحياء الذكرى 500 لاكتشاف أمريكا، أصبحت جزيرة كارتوجا، بعد ختام فعاليات إكسبو، مركز كارتوجا 93، وهو مركز للتنمية الاقتصادية والفنية. |
| 2000  | هانوفر        | ألمانيا                        | إكسبو 2000 : الإنسان، الطبيعة، التكنولوجيا، اقتصاد الطاقة والفضاء، أُسست محطة سكة حديد جديدة استعداداً لإكسبو، وأنشئت شبكة جديدة للطرق ومددت شبكة الترام، وأضيف مبنى ركاب جديد إلى مطار المدينة. |
| 2005  | آيتشي         | اليابان                        | إكسبو آيشي 2005 : حكمة الطبيعة، سعى للتأكيد على الروابط الوثيقة التي تجمع الناس بالطبيعة في القرن الحادي والعشرين، كان موضوع إكسبو آيشي "حكمة الطبيعة" وقدّم تجارب جديدة في مجال العيش المتوافق مع البيئة |
| 2010  | شانغهاي       | الصين                          | إكسبو 2010 : أفضل مدينة، حياة أفضل، بفضل تضافر الجهود الحثيثة بين الحكومة الصينية والأمم المتحدة والمكتب الدولي للمعارض، جرى الاحتفال باليوم العالمي للمدن للمرة الأولى في 31 أكتوبر 2014، وذلك نتيجة لإعلان كان إكسبو 2010 سببا في إصداره. |
| 2015  | ميلانو        | إيطاليا                        | إكسبو ميلانو 2015 : تغذية الكوكب، طاقة للحياة، أطلق إكسبو 2015 ميلانو تحت شعار `تغذية الكوكب، طاقة من أجل الحياة`، ليشمل التقنية، والابتكار، والثقافة، والتقاليد، والإبداع ومدى ارتباطهم جميعاً بالغذاء والحمية الغذائية. |
| 2020  | دبي           | الإمارات العربية المتحدة       | إكسبو 2020 دبي : تواصل العقول، وصنع المستقبل، أول إكسبو دولي يقام في منطقة الشرق الأوسط وأفريقيا وجنوب آسيا. |

### المختصة
| السنة | المدينة       | الدولة                   | الموضوع |
| ----- | ------------- | ------------------------ | --- |
| 1881  | باريس         | فرنسا                    | الكهرباء. |
| 1908  | مارسيليا      | فرنسا                    | الكهرباء. |
| 1909  | نانسي         | فرنسا                    | الفنون الجميلة وكريستيال دوم، تشارلز جالي ولويس ماجوريل.                                                                        |
| 1911  | شارلوروا      | فرنسا                    | ? |
| 1925  | غرونوبل       | فرنسا                    | الفحم الأبيض والسياحة، استعمال الكهرباء. إنشاء برج بيريه ومنتزه بول ميسترال.                                                    |
| 1930  | أنتويرب       | بلجيكا                   | إستعماري، بحري والفن الفلمنكي.                                                                                                  |
| 1930  | لييج          | بلجيكا                   | الصناعة والعلوم. |
| 1936  | ستوكهولم      | السويد                   | الطيران. |
| 1937  | باريس         | فرنسا                    | الفنون والتقنيات في الحياة الحديثة.                                                                                             |
| 1938  | هلسنكي        | فنلندا                   | ملاحة جوية. |
| 1939  | لييج          | بلجيكا                   | الموسم الدولي الكبير للمياه. |
| 1939  | نيويورك       | الولايات المتحدة         | بناء عالم الغد. إحياء الذكرى 150 لتنصيب حكومة جورج واشنطن.                                                                      |
| 1949  | ستوكهولم      | السويد                   | نظرة عامة عن الوضع الحالي للرياضة والتربية البدنية في جميع بلدان العالم. إحياء مئوية وفاة بهر هنريك لينغ، مؤسس الجمباز السويدي. |
| 1949  | بورت أو برانس | هايتي                    | الذكرى المئوية الثانية لإنشاء بورت أو برانس. تحية لأعمال السلام والتقدم.                                                        |
| 1951  | ليل           | فرنسا                    | المنسوجات. |
| 1953  | روما          | إيطاليا                  | الزراعة. |
| 1953  | القدس         | فلسطين                   | فتح الصحراء. |
| 1954  | نابولي        | إيطاليا                  | الملاحة. |
| 1955  | هلسينغبورغ    | السويد                   | فنون الإسكان التطبيقية والتصميم الداخلي.                                                                                        |
| 1955  | تورين         | إيطاليا                  | الرياضة. |
| 1956  | بيت داغان     | إسرائيل                  | الحمضيات والموالح الزراعية. |
| 1957  | برلين         | ألمانيا الغربية          | إعادة تعمير حي هانسا. |
| 1961  | تورين         | إيطاليا                  | الإنسان في العمل. الإحتفال بالذكرى المئوية الأولى لتوحيد إيطاليا.                                                               |
| 1962  | سياتل         | الولايات المتحدة         | نظرة على حياة الإنسان في القرن 21.                                                                                              |
| 1965  | ميونخ         | ألمانيا الغربية          | النقل والإتصالات. |
| 1968  | سان أنطونيو   | الولايات المتحدة         | اجتماع الحضارات في الأمريكتين.                                                                                                  |
| 1971  | بودابست       | المجر                    | الصيد. |
| 1974  | سبوكين        | الولايات المتحدة         | تقدم بدون تلوث. |
| 1975  | أوكيناوا      | اليابان                  | البحر الذي نود رؤيته. |
| 1981  | بلوفديف       | بلغاريا                  | الصيد. |
| 1982  | نوكسفيل       | الولايات المتحدة         | الطاقة تحول العالم. |
| 1984  | نيو أورلينز   | الولايات المتحدة         | العالم وأنهاره. |
| 1985  | تسوكوبا       | اليابان                  | المنزل ومحيطه. العلوم وتكنولوجيا الإنسان.                                                                                       |
| 1985  | بلوفديف       | بلغاريا                  | إنجازات المخترعين الشباب. |
| 1986  | فانكوفر       | كندا                     | النقل والإتصالات-العالم في الحركة.                                                                                              |
| 1988  | بريزبن        | أستراليا                 | الترفيه في عصر التكنولوجيا. الذكرى 200 لتأسيس أستراليا.                                                                         |
| 1991  | بلوفديف       | بلغاريا                  | نشاط الشباب في خدمة السلام العالمي.                                                                                             |
| 1992  | جنوة          | إيطاليا                  | كريستوفر كولومبوس. السفن والبحر. الذكرى 500 لاكتشاف أمريكا.                                                                     |
| 1993  | دايجيون       | كوريا الجنوبية           | التحدي المتمثل في مسار التطور الجديد.                                                                                           |
| 1998  | لشبونة        | البرتغال                 | المحيطات، تراث من أجل المستقبل. الذكرى 500 لوصول فاسكو دا غاما إلى الهند.                                                       |
| 2008  | سرقسطة        | إسبانيا                  | المياه والتنمية المستدامة. |
| 2012  | يوسو          | كوريا الجنوبية           | من أجل سواحل ومحيطات حية: تنوع الموارد والأنشطة المستدامة.                                                                      |
| 2017  | أستانا        | كازاخستان                | الطاقة المستدامة والبيئة. مستقبل الكوكب.                                                                                        |
| 2021  | دبي           | الإمارات العربية المتحدة | صحراء خضراء، بيئة أفضل. |

## المعارض الدولية الجارية
- المعارض الدولية:
  - إكسبو 2020: دبي ( الإمارات العربية المتحدة)